# Osiedle
L'osiedle (plurale osiedla) è un'entità territoriale posta al quarto livello della suddivisione amministrativa della Polonia. L'osiedle è una frazione di un comune urbano, generalmente di dimensioni medie o piccole. Nei comuni urbani più grandi, infatti, si presentano solitamente le dzielnice (al singolare dzielnica).
Come per le dzielnice e per i sołectwa (l'analogo per i comuni rurali), ogni osiedle ha un consiglio eletto con funzioni di ausilio per il governo comunale che possono variare a seconda dei casi.
Il termine osiedle può indicare anche:
- un complesso residenziale, che negli indirizzi appare abbreviato come "Os."
- un insediamento generico (città o paese) nella terminologia utilizzata nella pianificazione urbanistica
- nella organizzazione amministrativa in vigore tra il 1954 e il 1972, un'entità intermedia, poi soppressa, tra la città e il comune rurale.